# 3L de Rivière-du-Loup

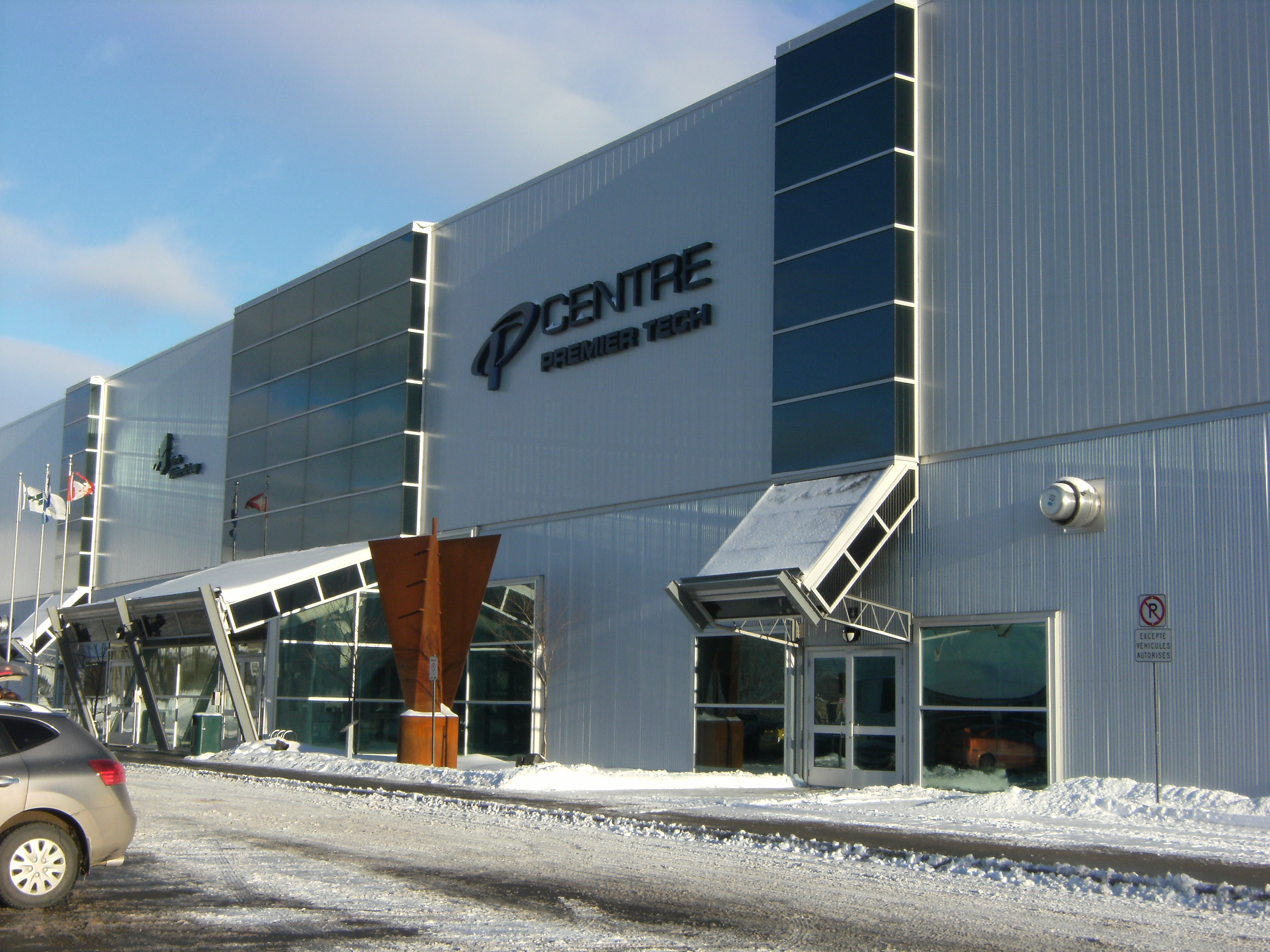
A csapat jégcsarnoka, a Centre Premier Tech

3L de Rivière-du-Loup egy kanadai jégkorongcsapat a québeci Rivière-du-Loupból. A csapat a Ligue nord-américaine de hockey (LNAH) bajnokságban játszik a 2004-05-ös szezontól kezdve.

## Története
A 3L de Rivière-du-Loup jogelődje a CIMT de Rivière-du-Loup volt.

### Korábban használt nevek
- CIMT de Rivière-du-Loup
- 3L de Rivière-du-Loup

## Statisztikák
| Főszezon | Főszezon | Főszezon | Főszezon | Főszezon | Főszezon | Főszezon | Főszezon | Főszezon | Rájátszás                                  | Rájátszás                                             | Rájátszás                                      | Rájátszás                                       |
| Szezon   | LM       | GY       | GY. H.   | V. H.    | V        | G        | P        | Helyezés | Nyolcaddöntő                               | Negyeddöntő                                           | Elődöntő                                       | Döntő                                           |
| -------- | -------- | -------- | -------- | -------- | -------- | -------- | -------- | -------- | ------------------------------------------ | ----------------------------------------------------- | ---------------------------------------------- | ----------------------------------------------- |
| 2022–23  | 36       | 11       | 4        | 3        | 18       | 115-143  | 33       | 6.       | -                                          | Vereség a Marquis de Jonquière ellen (0-4)            | -                                              | -                                               |
| 2023–24  | 36       | 14       | 2        | 6        | 14       | 139-138  | 38       | 4.       | Vereség a Marquis de Jonquière ellen (2-3) | Győzelem a Cool FM 103,5 de Saint-Georges ellen (1-0) | Győzelem a Les Pétroliers de Laval ellen (4-1) | Vereség az Assurancia de Thetford ellen (2-4)   |
| 2024–25  | 36       | 14       | 4        | 4        | 14       | 111:118  | 40       | 5.       | -                                          | Győzelem az Assurancia de Thetford ellen (4-2)        | Győzelem a Les Pétroliers de Laval ellen (4-1) | Vereség az Éperviers de Sorel-Tracy ellen (2-4) |